# Frédéric Delcourt
Frédéric Delcourt (n. 14 februarie 1964, Saint-Mandé, Région parisienne, Franța) este un înotător francez, medaliat olimpic. A participat la 2 ediții ale Jocurilor Olimpice (1980, 1984) în care a câștigat o medalie de argint.